# Startmotor
En startmotor er en elektromotor, som bruges til at trække en forbrændingsmotor i gang. Startmotoren trækker svinghjulet på forbrændingsmotoren ved hjælp af en såkaldt Bendixkobling, som frikobler startmotoren når forbrændingsmotoren starter.
Startmotoren i personbiler drives normalt med 12 volts jævnstrøm, da dette er den nominelle spænding fra bilbatteriet. Tidligere var også 6 volt almindeligt, mens lastbiler og busser normalt bruger 24 volt.
Startmotoren aktiveres som oftest ved at dreje tændingsnøglen helt mod højre. 
- Wikimedia Commons har flere filer relateret til Startmotor

| Motor | Spire Denne artikel om motorer og motordele er en spire som bør udbygges. Du er velkommen til at hjælpe Wikipedia ved at udvide den. |